# Ptochophyle niobe
Ptochophyle niobe är en fjärilsart som beskrevs av Pierre E.L. Viette 1970. Ptochophyle niobe ingår i släktet Ptochophyle och familjen mätare. Inga underarter finns listade.